# Rochester, Michigan
Rochester este un oraș situat în comitatul Oakland, situat în sud-estul statului Michigan, Statele Unite ale Americii. Orașul este amplasat pe malul vestic al lacului Erie, la altitudinea de 229 m deasupra n.m. aproape de granița canadiană. Se întinde pe o suprfață de 10,0 km². La recensământul din anul 2000, avea 10.467 locuitori.

## Personalități marcante
- Dita von Teese, model playboy